# Vengeance Falls
Vengeance Falls è il sesto album in studio del gruppo musicale statunitense Trivium, pubblicato il 15 ottobre 2013.

## Tracce
1. Brave This Storm – 4:34
2. Vengeance Falls – 4:13
3. Strife – 4:29
4. No Way to Heal – 4:05
5. To Believe – 4:32
6. At the End of This War – 4:47
7. Through Blood and Dirt and Bone – 4:26
8. Villainy Thrives – 4:54
9. Incineration: The Broken World – 5:52
10. Wake (The End Is Nigh) – 6:00

Tracce bonus dell'edizione deluxe
1. No Hope for the Human Race – 3:59
2. As I Am Exploding – 5:51
3. Skulls... We Are 138 – 3:31 – cover dei Misfits

Traccia bonus dell'edizione giapponese
1. Losing My Religion – 4:40 – cover dei R.E.M.

## Formazione
- Matthew K. Heafy - voce, chitarra
- Corey Beaulieu - chitarra
- Paolo Gregoletto - basso
- Nick Augusto - batteria

## Classifiche
| Classifica (2013)       | Posizione massima |
| ----------------------- | ----------------- |
| Australia               | 8                 |
| Austria                 | 10                |
| Belgio (Fiandre)        | 57                |
| Belgio (Vallonia)       | 58                |
| Canada                  | 12                |
| Finlandia               | 11                |
| Francia                 | 78                |
| Germania                | 10                |
| Giappone                | 18                |
| Irlanda                 | 39                |
| Nuova Zelanda           | 25                |
| Regno Unito             | 23                |
| Stati Uniti             | 15                |
| Stati Uniti (hard rock) | 2                 |
| Stati Uniti (rock)      | 6                 |